# RTÉ Philharmonic Choir
RTÉ Philharmonic Choir este un cor irlandez, parte a radiodifuzorului public irlandez RTÉ.

## Organizare
Corul face parte din RTÉ Performing Groups, iar maestrul corului este Mark Hindley.
Membrii corului, care și-au oferit serviciile voluntar, se întâlnesc în fiecare miercuri între orele 19:30 - 22:00 pentru repetiții la RTÉ Radio Center și se adună o dată pe an pentru un sfârșit de săptămână de pregătire, care oferă oportunități sociale alături de ateliere intense de tehnică, ansamblu și repertoriu.

## Activități
Corul a fost în centrul muzicii corale din Irlanda încă de la înființarea sa de către Colin Mawby în 1985, după introducerea unei noi politici corale. Acest cor cu 140 de persoane este principalul ansamblu coral simfonic al țării și a interpretat mai mult de 52 dintre principalele lucrări corale de la înființare, în mare parte în combinație cu orchestrele RTÉ. Emite frecvent pe RTÉ lyric fm.